# Josep Sanyas
Josep Sanyas (Sant Llorenç de la Salanca, 26 de setembre del 1861 — Perpinyà, 4 de juny del 1912) va ser un militar i poeta nord-català.

## Biografia
S'allistà voluntari a l'exèrcit francès el 1881, i fou destinat al 1r regiment de tiradors algerians, on en tres anys aconseguí el grau de sergent. El 1886 va ser breument destinat al 1r regiment de tiradors tonquinesos abans de tornar a la seva unitat original el 1887, ja amb les barres de sergent major. Al mateix any s'incorporà a l'escola militar d'infanteria a Saint-Maixent-l'École, i en sortí amb rang de sotstinent. Passà pel 3r regiment d'infanteria de marina (1888) i el 3r de tiradors tonquinesos (1889), on ascendí a tinent el 1891. Traslladat al 8è regiment d'infanteria de marina (1891), hi obtingué el grau de tinent de 1a. classe (1893). Fou destinat als batallons d'infanteria de marina de Diego Suarez i de l'illa de la Reunió abans d'incorporar-se al 5è regiment d'infanteria de marina, on rebé el grau de capità el 1895. Abans de passar a la reserva encara serví en altres unitats de tropes colonials.
Visqué durant molt de temps a les colònies franceses; quan era destacat a Indoxina publicà en català el seu recull La Guida i en Sazo. El 1909, ja de retorn a la Catalunya del Nord i resident a Sant Hipòlit de la Salanca, tenia la graduació de capità d'infanteria colonial. El 1899 havia estat distingit amb el grau de cavaller de l'orde de la Legió d'Honor francesa.
En la seva faceta d'escriptor utilitzà el pseudònim Lo Minyó d'en Motes i publicà un parell de reculls de poemes. Soci de la Societat d'Estudis Catalans des del 1907, publicà diverses col·laboracions a la Revue Catalane que editava aquesta.

## Obres
- La Guida y'n Sazo, conte del sigle XIX.  Saïgon: impr. de Coudurier et Montegout, 1906.[Enllaç no actiu]
- L'illa de vi. Conte de la vora del foc.  s.l.: s.n., 1908.[Enllaç no actiu]

### Col·laboracions a laRevue catalane
- Recorts (poésie), 2 (1908), p. 20
- La mort y'l Treballador (fable), 2 (1908), p. 87
- Roman du IXe siècle et Catalan du XXe 5 (1911), p. 134-137